# Frăsinet, Călărași
Frăsinet là một xã thuộc hạt Călărași, România. Dân số thời điểm năm 2002 là 2051 người.